# Saint-Vincent-de-Paul (Landes)
Saint-Vincent-de-Paul ist eine französische Gemeinde mit 3384 Einwohnern (Stand: 1. Januar 2022) im Département Landes in der Region Nouvelle-Aquitaine. Saint-Vincent-de-Paul gehört zum Arrondissement Dax und zum Kanton Dax-1. Die Einwohner werden Gracieux-Divins genannt.

## Geografie
Saint-Vincent-de-Paul liegt in der Landschaft Marensin am Fluss Adour. Umgeben wird Saint-Vincent-de-Paul von den Nachbargemeinden Laluque im Norden, Pontonx-sur-l’Adour im Osten und Nordosten, Téthieu im Osten, Candresse im Süden, Yzosse im Südwesten, Saint-Paul-lès-Dax im Westen und Südwesten sowie Gourbera im Nordwesten.

## Geschichte
Bis 1828 hieß der Ort Pouy. Dann erfolgte die Umbenennung nach dem hier geborenen Heiligen.

### Bevölkerungsentwicklung
| 1962 | 1968 | 1975 | 1982 | 1990 | 1999 | 2006 | 2018 |
| ---- | ---- | ---- | ---- | ---- | ---- | ---- | ---- |
| 1515 | 1557 | 1584 | 1696 | 1775 | 2141 | 2859 | 3165 |

## Sehenswürdigkeiten
- Basilika Notre-Dame-de-Buglose, von 1850 bis 1865 erbaut, und Kapelle Notre-Dame-de-Buglose (auch: Kapelle der Wunder), 1960 erbaut
- Kirche Saint-Vincent-de-Paul im Ortskern
- Kirche Saint-Vincent-de-Paul in Berceau, von 1851 bis 1854 erbaut
- Ranquines, Geburtshaus des heiligen Vinzenz von Paul, heute Museum
- Stieleiche Lou bielh cassou, nahe Ranquines
- Botanischer Garten

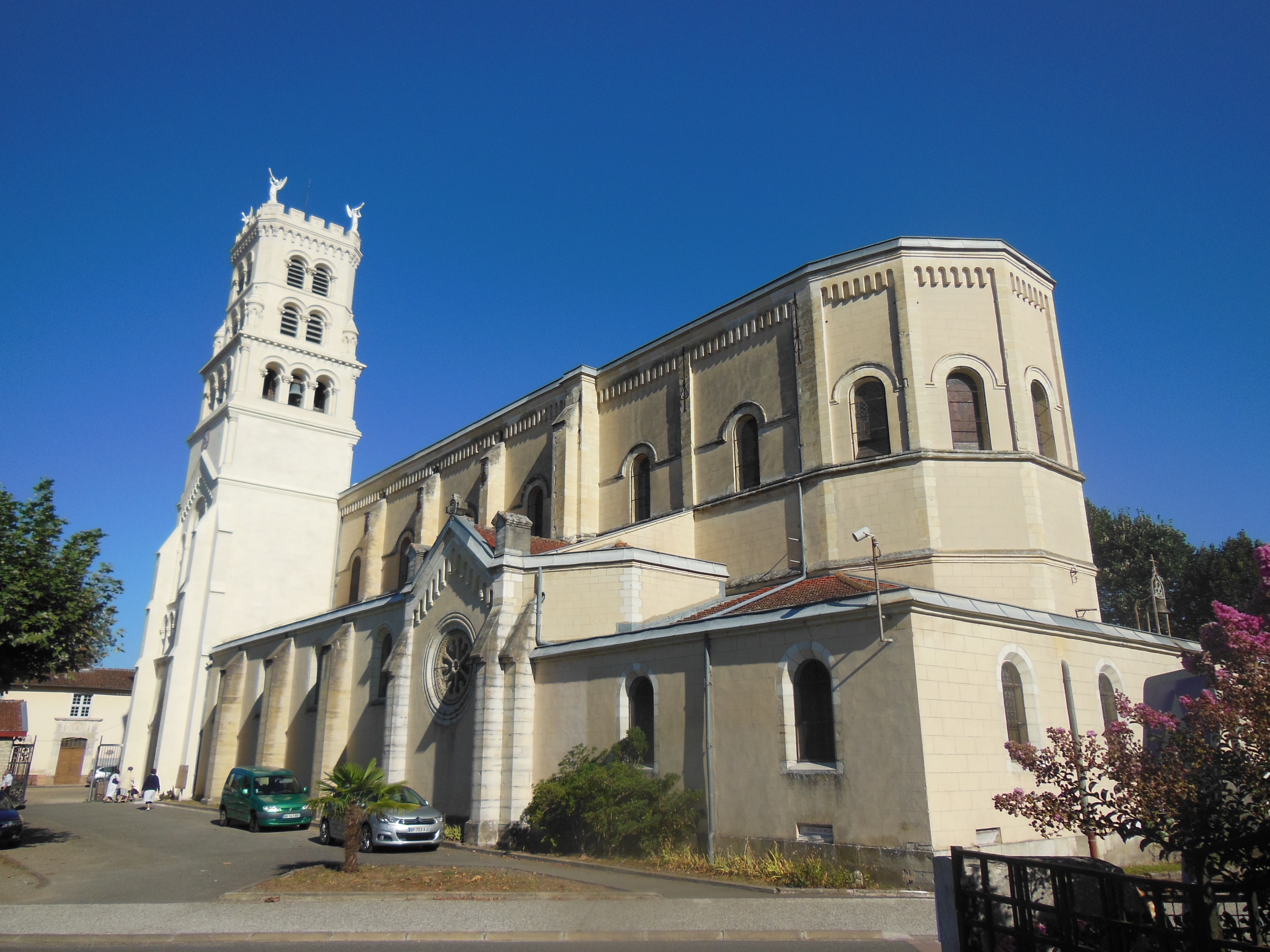
Die Basilika Notre-Dame von Buglose
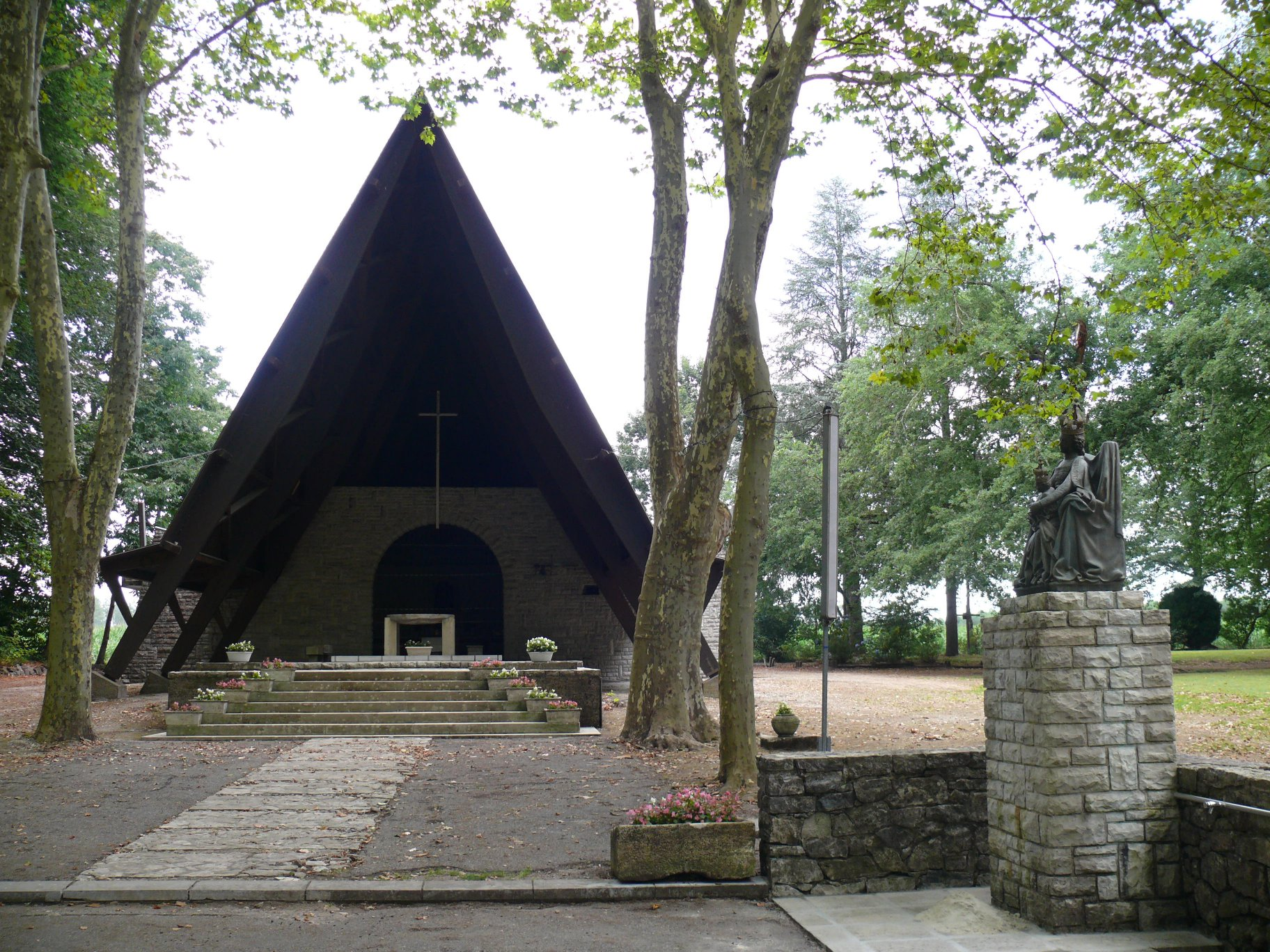
Kapelle Notre-Dame von Buglose
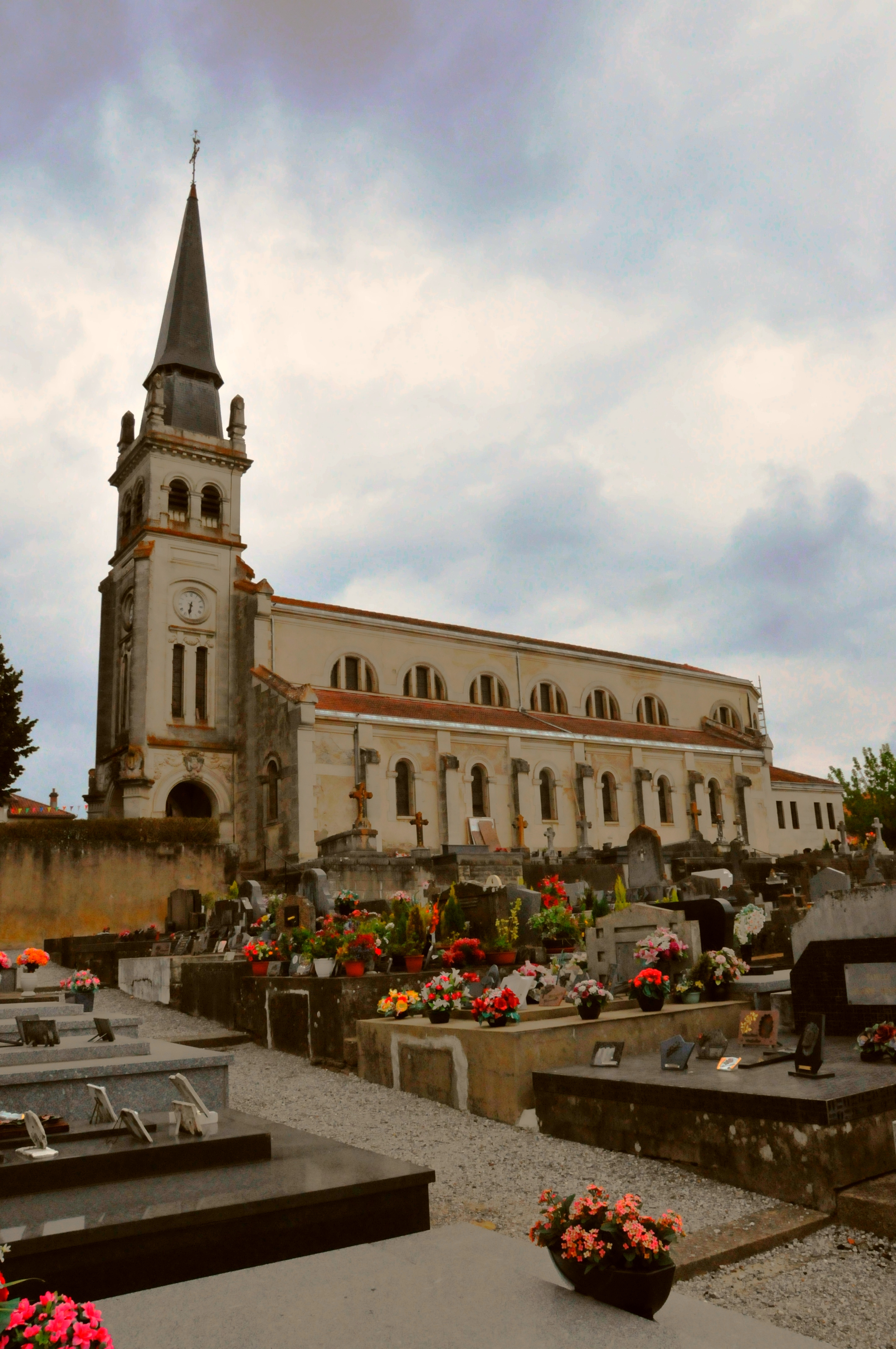
Kirche Saint-Vincent-de-Paul
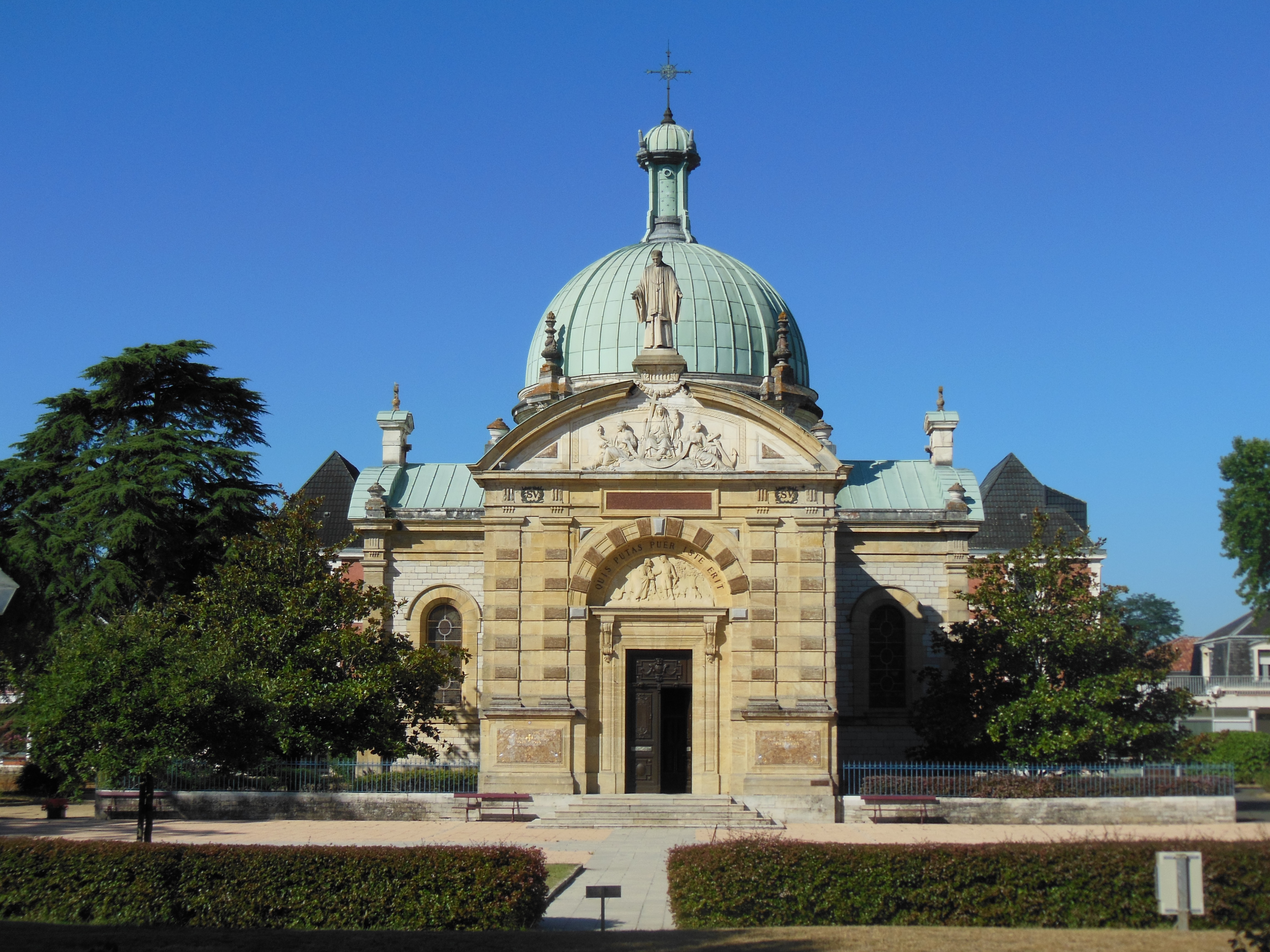
Kirche Saint-Vincent-de-Paul in Berceau

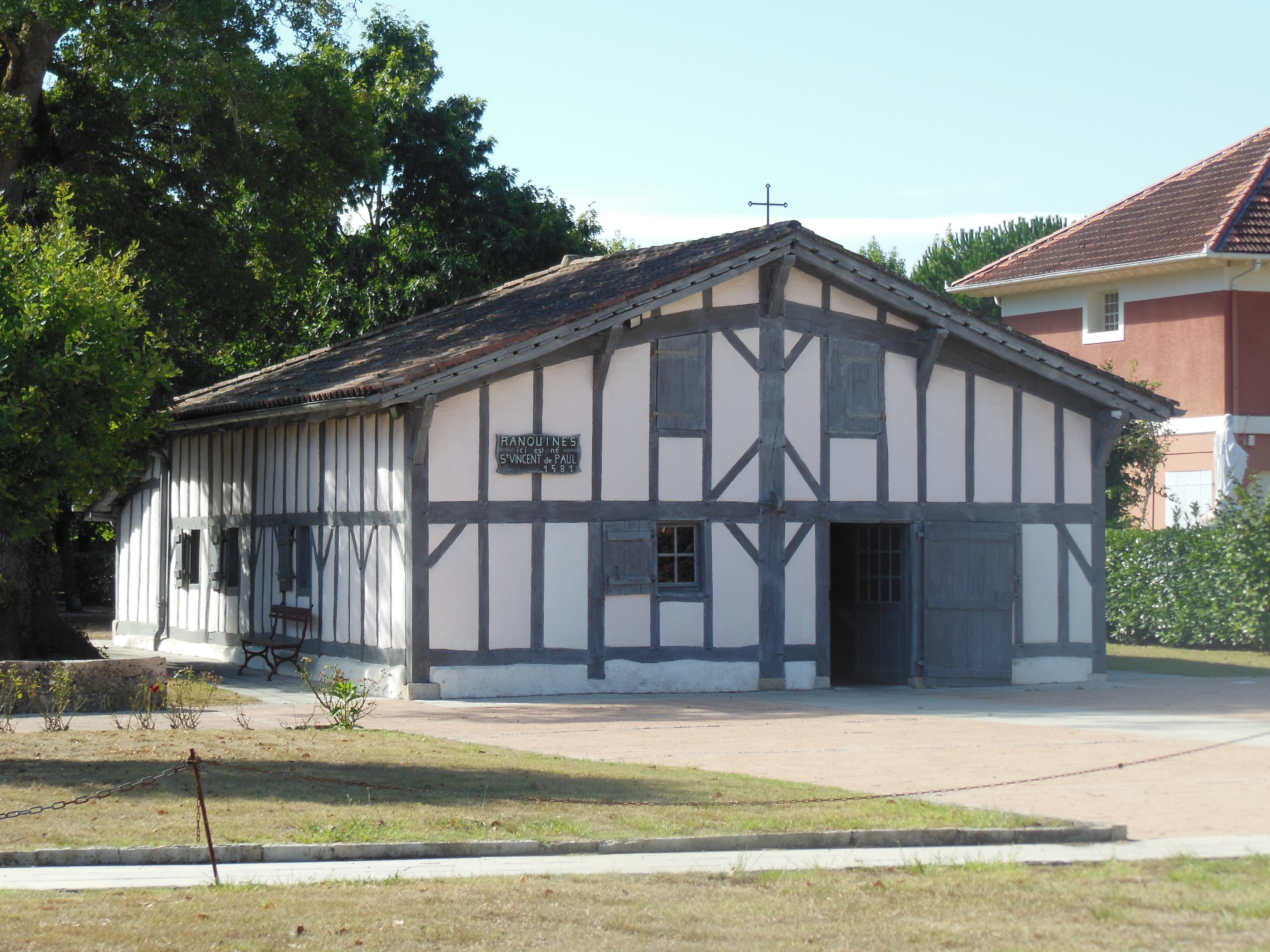
Ranquines, heute Museum
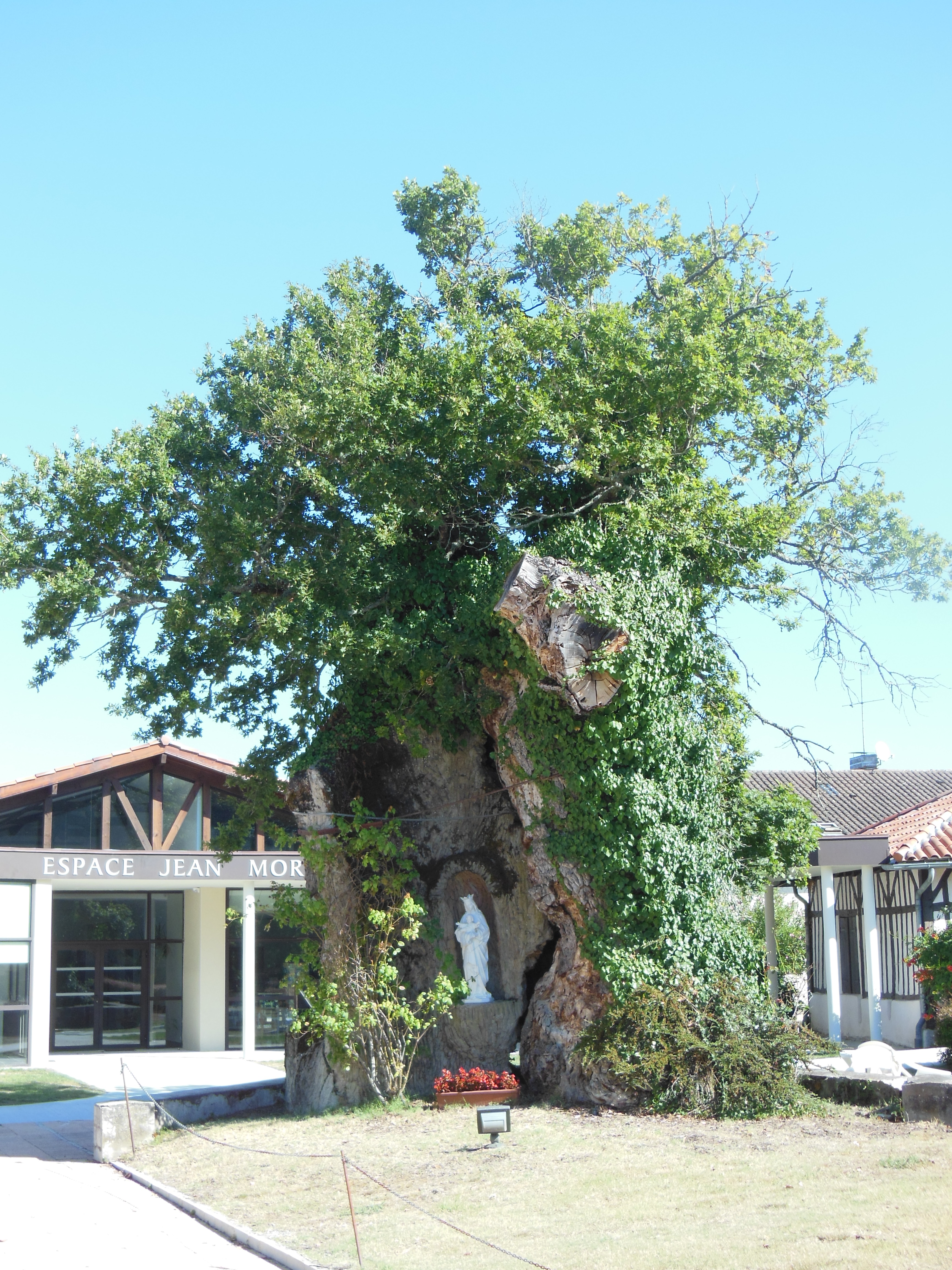
Stieleiche Lou bielh cassou
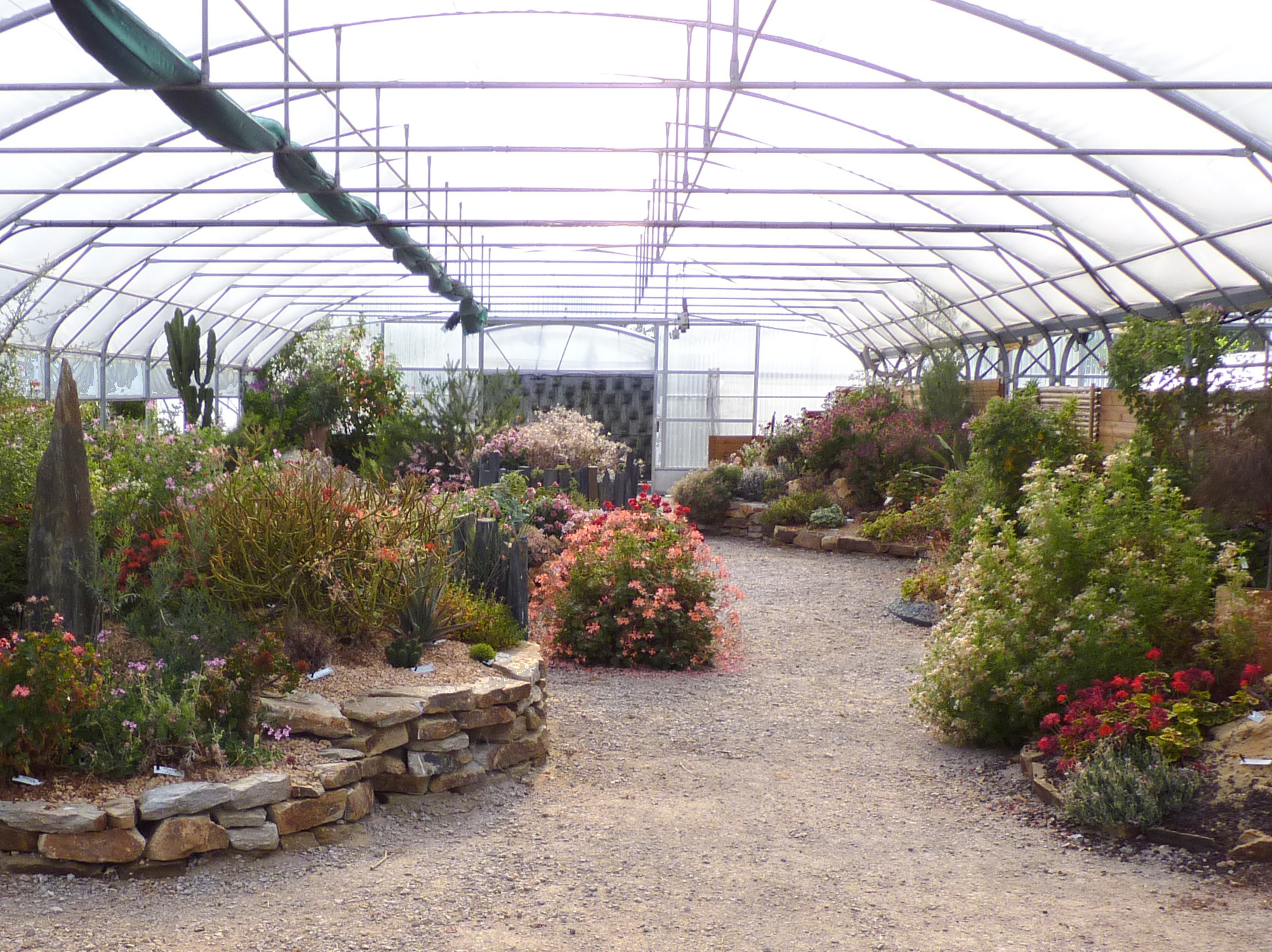
Botanischer Garten

## Persönlichkeiten
- Vinzenz von Paul (1581–1660), Priester